# Lasius interjectus
Lasius interjectus es una especie de hormiga del género Lasius, tribu Lasiini, familia Formicidae. Fue descrita científicamente por Mayr en 1866.

## Distribución
Se distribuye por los Estados Unidos.

## Hábitat
Habita debajo de rocas y piedras, en nidos y tocones.